# Loose Change
Loose Change je internetový film z roku 2005 o útocích z 11. září. Autorem filmu je Dylan Avery, producentem je Korey Rowe. Film popírá oficiální verzi útoků a obviňuje vládu USA z přípravy těchto útoků. Celý film je složen ze 6 sekcí. Důležitým tématem je útok na Pentagon a na věže Světového obchodního střediska. Režisér Avery předkládá řadu argumentů, zpochybňujících oficiální vysvětlení, například fotografie, na kterých nejsou vidět trosky Boeingu, zpochybňuje otvor v Pentagonu. Předkládá verzi, že do Pentagonu mohla narazit řízená střela a že World Trade Center bylo zbořeno vládou USA záměrně pomocí vhodně umístěných náloží v budovách, že tedy útoky letadel byly pouhá zástěrka a nebyly vůbec provedeny teroristy. Ve filmu se vyskytuje mnoho otázek a oficiálních nesrovnalostí, např. let č. 93, pojištění WTC méně než 6 týdnů před útoky, atentátníci žijící i po útocích, záběry Usámy bin Ládina. Tento dokument je distribuován převážně po internetu a sami tvůrci nabádají k jeho stahování a vypalování.
Hlavní myšlenka filmu je vyjádřena na konci tohoto dokumentu: „Ask questions, demand answers“ (Ptejte se a vyžadujte odpovědi). Tím autoři diváky nepřímo motivují, aby si udělali vlastní názor na základě svého vlastního vyšetřování.
Pravdivost argumentů, které film předkládá, je zpochybňována například filmem Screw Loose Change (ten má formu zpochybňujících podtitulků, kterými překrývá původní film), časopisem Popular Mechanics, dalšími médii i nezávislými výzkumníky. Například s představiteli Popular Mechanics se autoři Loose Change slovně „utkali“ v jednom z pořadů kanálu Democracy Now! moderovaného Amy Goodmanovou.

## Edice Loose Change
Loose Change postupně vznikl ve třech podobách – nazvaných 1st Edition, 2nd Edition a Final Cut. Práce (rešerše materiálů, sbírání informací, sestavování scénáře apod.) na první verzi začaly v květnu 2002 a první edice byla uvedena v dubnu 2005. Poté, co první edice vešla v povědomí, vyšlo najevo několik faktických chyb, které autoři upravili v druhé verzi, 2nd Edition, která vyšla 11. prosince téhož roku. Třetí, podle autorů poslední verze, Final Cut, je z velké části přepracovaná. Vyšla v listopadu roku 2007 a od původních verzí se značně liší.
V září 2009 vydal režisér Dylan Avery nový film Loose Change 9/11: An American Coup, ve kterém zkoumá historické události, které vedly k útokům a jejich následky.
6. února 2006, George Monbiot v deníku The Guardian uvedl, že tento film (pravděpodobně myšleno: 1. a 2. edici souhrnně) vidělo přes 100 milionů lidí.

## Argumenty ve filmu a jejich kritika
Na internetu byly publikovány tři detailní kritiky filmu, které vypracovali "911research.wtc7.net", Internet Detectives a Mark Roberts. Mark Iradian upravil původní verzi Loose Change tím, že do ní doplnil poznatky Marka Robertse a Screw Loose Change. Mark Roberts také publikoval kompilaci rozhovorů s tvůrci filmu, ve kterých rozvádějí své myšlenky.
Většina těchto kritiků se shoduje na faktu, že tvůrci Loose Change použili některé nespolehlivé zdroje a zjednodušené argumenty. Taktéž selektivně vybírali fakta, která se jim hodila pro zpochybňování oficiální verze útoků (což byla pro tento dokument, koncipovaný spíše jako výčet jednotlivých nesrovnalostí s oficiální verzí, jeho hlavní podstata).

### Kritika některých bodů
- Loose Change upozorňuje, že krátce před 11. zářím byly zaznamenány podezřelé rozsáhlé pohyby na burzách akcií velkých leteckých společností. Jakoby někdo věděl, že brzy nastane dramatický pokles hodnoty těchto akcií a začal ve velkém nakupovat kontrakty, jejichž hodnota roste při poklesu základového aktiva. Kritici filmu odpovídají, že proběhlo vyšetřování těchto transakcí a žádné podezření se nepotvrdilo.

- Tvůrci filmu Loose Change vidí jako nejpravděpodobnější, že Pentagon byl zasažen raketou a ne uneseným dopravním letadlem. Podle kritiků filmu existuje ovšem svědectví desítek lidí, kteří viděli velký civilní dopravní letoun.[3][4]

- Tvůrci filmu Loose Change tvrdí, že u Pentagonu i v Pensylvánii bylo málo trosek letadla rozesetých po malé ploše a porovnávají to s fotografiemi jiných leteckých neštěstí, kdy bylo na místě více trosek a ty byly rozptýleny po mnohem větší ploše. Jak oponují kritikové, v uvedených případech šlo o tvrdá přistání na povrch země a trosky tudíž byly rozesety po mnohem větší ploše než v případě útoků, kdy bylo letadlo úmyslně navedeno do budovy, nebo do jednoho místa na zemi.

- Dále autoři Loose Change uvádějí, že letadlo v Pentagonu se nemohlo vypařit, neboť teplota hoření leteckého paliva není dostatečná k vypaření slitin, ze kterých je letadlo a jho motory vyrobeno. Zmiňují, že právě teplem požáru vysvětluje oficiální verze zmizení většiny trosek letadla. Podle kritiků filmu se v oficiální verzi nic takového netvrdí. Letadlo se neroztavilo ani nevypařilo a bylo nalezeno velké množství jeho trosek[5], včetně částí motoru, podvozku, atd. Letadlo bylo pouze zničeno, k čemuž není nutné teplo požáru: stačí kinetická energie nárazu, která trup z většiny rozdrtí během kolize s masivní překážkou. Totéž nastalo i u jiných leteckých havárií zmíněných výše. Podle odpůrců Loose Change to dokazuje i videozáznam z crash-testu stíhačky F4, která byla v rychlosti cca 768 km/h (v podobné rychlosti narazilo i letadlo do Pentagonu) navedena proti betonové zdi a prakticky se vypařila.[6]

- Loose Change porovnává velikost otvoru v budově Pentagonu s velikostí letadla, přičemž otvor v budově je příliš malý. Kritikové oponují, že ve filmu je ukázáno nesprávné místo na zdi. Skutečný otvor po vniknutí letadla je kousek vlevo a je mnohem větší, odpovídající velikosti letadla.[7]

- Zatímco některé hovory z paluby Letu 93 byly provedeny palubním telefonem, hovory, které byly provedeny z mobilních telefonů nemohly být podle tvůrců filmu uskutečněny kvůli vysoké nadmořské výšce. Podle knihy „Debunking 9/11 Myths: Why Conspiracy Theories Can't Stand Up to the Facts“ (ISBN 1-58816-635-X) od redaktorů časopisu Popular Mechanics letělo letadlo nízko a nad obydlenými oblastmi, kde jsou silné vysílače a tudíž nebyl problém hovory mobilními telefony uskutečnit.[8]

- Loose Change porovnává zřícení World Trade Center s dalšími požáry výškových budov, ale podle kritiků neobjasňuje rozdíly ve velikosti budov, jejich konstrukci, strukturálnímu poškození a pasivní protipožární ochranu.[9] (V tomto bodu se ale všichni kritici neshodují, 9-11 Research sice Loose Change kritizuje, ale podporuje teorii o kontrolované demolici WTC). Podle tvůrců filmu není možné, aby zřícení budovy bylo způsobeno požárem, jehož teplota nedosahovala bodu tání oceli. Kritikové namítají, že ocel nebylo třeba roztavit, protože konstrukční ocel již při teplotě 593 °C ztrácí 50% své síly a při teplotě 982 °C je na méně než 10%.[10] Teplem změklá (nikoli roztavená) ocel pak neunesla tíhu budovy nad místem nárazu. Konstrukce byla navíc vážně staticky narušena samotným nárazem letadla a řada podpůrných prvků tak byla zničena. Kevin Ryan, filmem uvedený jako expert pro certifikaci oceli z Underwriters Laboratories, podle kritiků není expertem na ocel: pracuje v divizi pro testování vody[11], Underwriters Laboratories navíc vůbec necertifikuje ocel[11].

- Podle tvůrců Loose Change byly exploze ve WTC záměrně vyvolány, aby se budovy zhroutily, a to pomocí náloží, umístěných v budovách předem. Na videozáznamech budov během zahájení hroucení jsou vidět oblaka prachu, explozivně hnaná velkou rychlostí z budov v úrovni, kde hroucení začalo. Podle tvůrců filmu to dokazuje, že k výbuchům tam došlo. Podle kritiků filmu jsou tato oblaka hnaná tlakem vzduchu, který byl z budov během hroucení vytlačován.